# He Qi
He Qi (em chinês:  何 琪; 24 de agosto de 1973) é uma ex-jogadora de voleibol da China que competiu nos Jogos Olímpicos de 1996 e 2000.
Em 1996, ela fez parte da equipe chinesa que conquistou a medalha de prata no torneio olímpico, no qual atuou em oito partidas. Quatro anos depois, ela participou de oito jogos e finalizou na quinta colocação com o conjunto chinês no campeonato olímpico de 2000.